# Rupes Liebig
Rupes Liebig – uskok tektoniczny na powierzchni Księżyca  o długości około 180 km. Współrzędne selenograficzne ☾ 25,0°S 46,0°W/-25,000000 -46,000000. Nazwa klifu pochodzi od pobliskiego krateru Liebig, który z kolei został nazwany nazwiskiem niemieckiego chemika Justusa von Liebiga (1803-1873).